# Carl Koch (præst)
 Der er flere personer med dette navn, se Carl Koch.
Carl Frederik Koch (født 17. september 1860 i Ribe, død 11. januar 1925 i Ubberup, Tømmerup Sogn) var en dansk valgmenighedspræst.
Koch var søn af Stiftsprovst C.F. Koch og hustru f. Balslev, bror til Gabriel Koch og L.J. Koch og far til Lauge Koch.
Han blev student (Viborg) 1878; cand. theol. 1884: Lærer ved Birkerød Latinskole 1884-87: Kapellan hos Pastor Hoff i Ubberup 1888: Valgmenighedspræst.1895.
Carl Koch er begravet på Ubberup Valgmenigheds Kirkegård
Koch havde en omfattende forfattervirksomhed. Af litterære arbejder kan nævnes bøger om Goethe, Søren Kierkegaard og Jesu lignelser, mange af dem udgivet på Det Schønbergske Forlag.